# François-Henri Clicquot

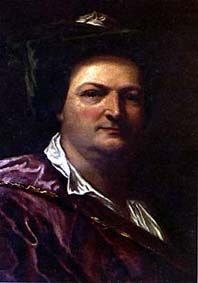
François-Henri Clicquot

François-Henri Clicquot (* 1732 in Paris; † 24. Mai 1790 ebenda) war ein französischer Orgelbauer.

## Leben
Cliquot bildet mit seinem Großvater Robert Clicquot, seinem Vater Louis-Alexandre Clicquot und seinem Onkel Jean-Baptiste Cliquot eine Orgelbauerdynastie, die sich – neben der Orgelbauerfamilie Thierry (Alexandre und François Thierry) große Verdienste um die Vollendung der klassischen französischen Orgel erworben hat. Wie seine Verwandten trug er den Titel eines Königlichen Orgelbauers.
Er arbeitete bis 1751 mit seinem Vater zusammen und war für die Vollendung der Orgel an Saint-Roch verantwortlich. Nach dessen Tod 1760 übernahm er die Leitung der Firma, die er bis 1770 gemeinsam mit seinem Schwager Adrien Lépine betrieb. Seit 1764 gehörte Pierre Dallery zu seinen Mitarbeitern. Aus seiner Schule gingen u. a. die Orgelbauer Simon Miocque und Christian Nyssen hervor.
Zu den Neubauten Clicquots gehörten in Paris die Orgeln von St-Germain-l’Auxerrois (Paris), Saint-Thomas-d'Aquin und Saint-Sulpice (die später von Aristide Cavaillé-Coll restauriert wurde), außerdem die Orgeln der Abteien von Souvigny und Poitiers.
Außerdem restaurierte er in Paris die Orgeln von Saint-Gervais, an der mehrere Generationen der Familie Couperin als Organisten gewirkt hatten, die Orgel von St-Étienne-du-Mont, von Saint-Victor, St-Nicolas-des-Champs und St-Nicolas-du-Chardonnet sowie die Orgeln der Kathedrale Notre-Dame de Paris und der Kathedrale von Nantes.
Cliquot korrespondierte mit dem deutschen Orgelbauer Karl Joseph Riepp und verfasste die Orgelbauschule Théorie, Pratique de la facture de l'orgue. Die Firma wurde von seinem Sohn Claude François Clicquot (1762–1802) fortgesetzt.

## Werke (Auswahl)
| Jahr      | Ort        | Kirche                  | Bild                          | Manuale | Register | Bemerkungen |
| --------- | ---------- | ----------------------- | ----------------------------- | ------- | -------- | --- |
| 1762      | Versailles | Cathédrale Saint-Louis  |                               | III/P   |          | |
| 1769–1771 | Paris      | Saint-Thomas-d’Aquin    |                               | IV/P    |          | |
| 1772–1777 | Paris      | St-Nicolas-des-Champs   |                               | V/P     | 42       | 1930 Erweiterungsumbau                                                                                           |
| 1782      | Souvigny   | Klosterkirche           |                               | III/P   | 28       | |
| 1780–1784 | Nantes     | Kathedrale von Nantes   |                               | V/P     | 49       | unter Einbeziehung älterer Teile der Vorgängerorgel, mehrfach erweitert und umgebaut, am 18. Juli 2020 verbrannt |
| 1788      | Paris      | St-Leu-St-Gilles        | Orgel St-Leu-St-Gilles        | II/P    | 24       | |
| 1786–1791 | Paris      | St-Sulpice              |                               | V/P     | 64       | 1855–1862 Erweiterungsumbau durch Aristide Cavaillé-Coll auf V/P/100; etwa 50 Register von Clicquot erhalten     |
| 1791      | Paris      | St-Germain-l’Auxerrois  | Orgel St-Germain-l’Auxerrois  | III/P   | 32       | im Orgelhegäuse von 1751; mehrfach umgebaut erhalten                                                             |
| 1791      | Poitiers   | Kathedrale von Poitiers | Orgel Kathedrale von Poitiers | IV/P    | 45       | → Orgel |

## Media
- YouTube
- Jean-Luc Perrot spielt  Romance  l’Art du facteur d’orgues, Dom Bedos de Celles. Orgel François-Henri Clicquot, Souvigny